# 19-й батальон территориальной обороны Николаевской области
19-й батальон территориальной обороны Николаевской области (укр. 19-й батальйон територіальної оборони) — отдельный батальон, созданный в Николаевской области и включённый в состав 1-й отдельной гвардейской танковой бригады Сухопутных войск Украины. В 2015 году вошёл в состав 40-й отдельной артиллерийской бригады.

## Предшествующие события
19 марта 2014 года Совет национальной безопасности и обороны Украины принял решение о создании оперативных штабов при областных государственных администрациях пограничных областей Украины. 30 марта 2014 года и. о. президента Украины А. В. Турчинов поручил руководителям областных администраций начать создание батальонов территориальной обороны в каждой области Украины.
30 апреля 2014 года было принято официальное решение возложить функции создания батальонов территориальной обороны в каждой области Украины на областные военные комиссариаты.

## Формирование батальона
Формирование батальона началось 5 мая 2014 года в казармах 2-го объединённого центра специальной связи, для службы в батальоне призывали мужчин в возрасте от 18 до 50 лет, предпочтение отдавалось лицам, имевших опыт военной службы. В течение двух первых дней в батальон записались 60 добровольцев. Единственная женщина в составе батальона — военврач (хирург по специальности).
Боевая подготовка личного состава проходила на полигоне «Широкий Лан» в Николаевской области.
Обеспечение потребностей батальона проходило при содействии со стороны областной администрации Николаевской области. Кроме того, батальон получал материальную помощь из внебюджетных источников:
- 8 августа 2014 мэр Вознесенска Виталий Луков и заместитель председателя Вознесенской районного совета Иван Белоконь передали батальону 15 разгрузочных жилетов и 10 фонарей[11]
- 6 сентября 2014 областная администрация Николаевской области передала батальону 60 бронежилетов[12]
- 9 сентября 2014 областная администрация Николаевской области на двух грузовиках «КамАЗ» доставила в батальон крупную партию продовольствия (крупы, консервы, питьевую воду и др.)[13]

24 ноября 2014 года 19-й батальон территориальной обороны Николаевской области был преобразован в 19-й отдельный мотопехотный батальон и включён в состав 1-й отдельной танковой бригады.
В соответствии с указом президента Украины П. А. Порошенко № 44 от 11 февраля 2016 года оказание шефской помощи батальону было поручено Николаевской областной государственной администрации.

## Деятельность
После завершения обучения, 1-я стрелковая рота батальона была отправлена на охрану границы с Приднестровьем, а 2-я стрелковая рота взяла под охрану Криворожскую электростанцию и иные государственные объекты стратегического значения на территории Николаевской области.
В конце августа 2014 года батальон был спешно переброшен на восток, в пгт. Камыш-Заря Запорожской области.
2 сентября 2014 батальон был направлен в зону боевых действий и 4 сентября 2014 прибыл на юго-восток Украины. 5 сентября 2014 батальон получил задачу занять Тельмановский район Донецкой области и начать строительство линии обороны по реке Кальмиус.
В дальнейшем, местом базирования роты охраны (которая несла службу на блок-постах) стало Гранитное, 1-я стрелковая рота заняла село Староласпа, а третья рота батальона охраняла позиции 55-й отдельной артиллерийской бригады.
8 сентября 2014 родственники и жёны военнослужащих батальона во второй раз пикетировали здание областной администрации Николаевской области с требованием вернуть военнослужащих батальона в Николаевскую область.
В период с 2 до 19 сентября 2014 потери батальона в зоне АТО составили 1 военнослужащего убитым, шесть ранеными и одного пропавшим без вести
13 сентября 2014 самовольно покинули позиции и 19 сентября 2014 вернулись в Николаев около 80 бойцов одной из рот 19-й батальона территориальной обороны, которые отказались участвовать в боевых действиях.
13 октября 2014 в районе Донецкого аэропорта был уничтожен украинский бронетранспортёр, в котором погибли 4 военнослужащих батальона.
7 ноября 2014 позиции батальона были обстреляны из 120-мм миномётов. Командование батальона сообщило, что погибших среди личного состава нет, но трое военнослужащих контужены и отправлены в госпиталь, а техника батальона получила повреждения.
По состоянию на 10 ноября 2014, батальон продолжал нести службу на линии фронта на территории Донецкой области. Для укрытия личного состава от артиллерийско-миномётного огня были построены блиндажи.
18 ноября 2014 родственники военнослужащих батальона провели ещё один, четвёртый митинг с требованием вывести батальон из зоны боевых действий.
1 декабря 2014 батальон был выведен из зоны боевых действий к месту постоянной дислокации в Николаевской области. Потери батальона за время нахождения в зоне боевых действий составили 5 военнослужащих погибшими.
В марте 2015, получив пополнение, батальон был направлен для несения службы в Херсонскую область для охраны государственной границы с Крымом и оборудования укреплённой линии обороны.
23 июля 2015 батальон вновь получил приказ на вход в зону АТО.

## Техника, вооружение и снаряжение
Личный состав батальона вооружён стрелковым оружием — автоматами АК-74 и АКС-74У. Кроме того, на вооружении батальона есть снайперские винтовки СВД, ручные пулемёты РПК-74 и подствольные гранатомёты ГП-25
Позднее батальон получил тяжёлое вооружение — одну БРДМ-2 и несколько ЗУ-23, а к середине октября 2014 на усиление батальону передали несколько БМП-1.
Также в распоряжении батальона имеется автомобильная техника.
- 22 октября 2014 батальону передали один грузовик ГАЗ-66, ранее принадлежавший городской больнице № 4 Николаева[32]. В дальнейшем, волонтёры отремонтировали грузовик и установили на него броню[33].
- 23 октября 2014 батальон получил ещё одну бронемашину БРДМ-2, один грузовик КамАЗ-5320 и один микроавтобус «Mercedes-Benz Vito»[3].

По состоянию на 1 декабря 2014 в распоряжении батальона имелось 40 единиц автомобильной техники и 4 прицепа — одна БРДМ-2, один микроавтобус «Mercedes-Benz Vito», несколько микроавтобусов УАЗ-452, два автобуса ПАЗ-3205, один топливозаправщик Урал-375 и грузовики (ГАЗ-66, ЗИЛ-131, КамАЗ-5320, ГАЗ-53 и ГАЗ-3307).
30 августа 2016 батальону передали ещё одну отремонтированную БРДМ-2